# Меласа
Меласата (от гръцки: melli – мед) представлява тъмен гъст сироп, остатъчен продукт от производството на захар от захарна тръстика или от захарно цвекло. Качеството на меласата зависи от това колко зряла е била суровината, колко захар е била извлечена от нея, както и какъв метод на извличане e бил използван. Меласата има плътност 1400 кг/м3.
Меласата се използва за храна на селскостопански животни, а също и за производство на ром, спирт, глюкоза и други продукти.
Меласата намира приложение в трипродуктовата схема. Като краен продукт, меласата не се изхвърля, а продължава да се ползва, докато се извлече възможно най-голямо количество захар от нея.
Гъстият сироп се използва масово в производство на сладки храни, желирани бонбони, сосове и напитки като заместител на захарта, тъй като меласата е по-евтина от тръстиковата захар. 
Въпреки масовото използване на меласа в храни и напитки, то тя не е за предпочитане напоследък, заради негативните ефекти върху човешкия организъм. В днешно време заместител на меласата може да бъде сироп от стевия или неорганичен захарин. 

Хранителните стойности на меласа са както следва:
| На 100 грама меласа |
| Калории 290         |

| % Препоръчителни дневни стойности* |     |
| Мазнини 0.1 g                      | 0%  |
| - Наситени мастни киселини 0 g     | 0%  |
| Холестерол 0 mg                    | 0%  |
| Натрий 37 mg                       | 1%  |
| Калий 1,464 mg                     | 41% |
| Въглехидрати 75 g                  | 25% |
| Фибри 0 g                          | 0%  |
| От които захари 75 g               |     |
| Протеин 0 g                        | 0%  |

| Витамин C  | 0%  | Калций    | 20% |
| Желязо     | 26% | Витамин D | 0%  |
| Витамин B6 | 35% | Кобаламин | 0%  |
| Магнезий   | 60% |           |     |

Източници:
https://fdc.nal.usda.gov/fdc-app.html#/food-details/168820/nutrients Архив на оригинала от 2019-04-03 в Wayback Machine.